# F-Droid
F-Droid — каталог приложений для операционной системы Android. Главный репозиторий проекта содержит только свободное программное обеспечение. Поддерживается также работа со сторонними репозиториями, которые можно добавить путём указания их URL. Приложения могут быть просмотрены и установлены таким же образом, как в Google Play: через веб-сайт или из самого приложения F-Droid, но без необходимости регистрации учётной записи. Публикуются только бесплатные версии приложений. Реклама в приложениях, за редкими исключениями, отсутствует.
Все приложения компилируются из исходного кода на серверах проекта и подписываются общим ключом F-Droid. В связи с этим, для добавления приложений в официальный репозиторий проекта разработчикам требуется предоставить исходный код.
F-Droid включает приложения, распространение которых через Google Play запрещено. Некоторые примеры:
- Сам F-Droid отсутствует в Google Play, так как Google запрещаeт размещение каталогов приложений конкурентов[9].
- AdAway[англ.] — блокировщик рекламы. Не включён в Google Play, поскольку позволяет блокировать рекламу партнёров Google.
- NewPipe — проигрыватель видео с YouTube, позволяющий сохранять видео.
- Moscow Wi-Fi autologin — позволяет автоматически подключаться к сетям Wi-Fi общественного транспорта Москвы, Санкт-Петербурга и других городов России, минуя просмотр рекламы[10].
- Aurora Store — позволяет скачивать приложения из Google Play без установленного Google Play.
- Simple Keyboard — простая клавиатура без дополнительных функций.

Для установки F-Droid требуется скачать установочный apk-файл с официального сайта и разрешить в настройках Android установку сторонних пакетов.